# 21. stoljeće
 Ovo je glavno značenje pojma 21. stoljeće. Za istoimene novine pogledajte 21. stoljeće (novine).
◄ | 2. tisućljeće | 3. tisućljeće | 4. tisućljeće | ►
◄ | 19. stoljeće | 20. stoljeće | 21. stoljeće | 22. stoljeće | 23. stoljeće | ►
2000-ih | 2010-ih | 2020-ih | 2030-ih | 2040-ih | 2050-ih | 2060-ih | 2070-ih | 2080-ih | 2090-ih
21. stoljeće je je razdoblje od 2001. do  2100. godine.
Početak 21. stoljeća obilježen je usponom globalne ekonomije i konzumerizmom Trećeg svijeta, produbljivanjem globalne zabrinutosti zbog terorizma i povećanjem privatnog poduzetništva. Učinci globalnog zatopljenja i porasta razine mora nastavili su se, a osam je otoka nestalo između 2007. i 2014. Arapsko proljeće ranih 2010-ih dovelo je do miješanih ishoda u arapskom svijetu, što je rezultiralo nekoliko građanskih ratova i srušenih vlada. Sjedinjene Države ostale su globalna velesila, dok se Kina sada smatra globalnom velesilom u nastajanju.
Europska unija uveliko se proširila u 21. stoljeću, dodavši 13 država članica. Većina država članica Europske unije uvela je zajedničku valutu Euro, a Ujedinjeno Kraljevstvo istupilo je iz Europske unije.
Širenjem mobilnih uređaja više od polovice svjetske populacije dobilo je pristup internetu (procjena iz 2018.) Nakon uspjeha projekta Human Genome, usluge sekvenciranja DNA postale su dostupne i pristupačne.
2020. godine pandemija COVID-19 proširila se svijetom, uzrokujući ozbiljne globalne gospodarske poremećaje, uključujući najveću globalnu recesiju od Velike depresije.

## Glavni događaji i promjene
- Napadi 11. rujna 2001.
- NATO napada Afganistan i ruši talibanski režim, 2001. godine.
- Uvođenje eura 2002.
- Istočni Timor godine 2002. postaje neovisna država.
- 20. ožujka 2003. godine SAD, Velika Britanija i saveznici napadaju Irak i ruše režim Sadama Huseina.
- Crna Gora godine 2006. nakon 88 godina postaje neovisna država.
- Kosovo godine 2008. postaje neovisna država.
- 2010. godine započinju masovni prosvjedi u Grčkoj.
- Predsjednik Poljske Lech Kaczyński pogiba u zrakoplovnoj nesreći 10. travnja 2010. godine.
- Arapsko proljeće, veliki prosvjedi u arapskom svijetu, započinju 2010. godine u Tunisu.
- 11. ožujka. 2011. nuklearna nesreća na Fukushimi
- 9. srpnja 2011. godine Južni Sudan postaje neovisna država.
- 1. srpnja 2013. godine Hrvatska postaje članica Europske unije
- 24. lipnja 2016. godine Velika Britanija donijela odluku napuštanja Europske unije
- 1. prosinca 2019. - danas.  Pandemija COVID-19 zarazila više od 110 milijuna osoba s više od 2,5 milijuna preminulih.
- 1. Veljača 2020. – 1. siječnja 2021. godine Velika Britanija napušta Europsku uniju nakon tranzicijskog perioda započetog prije 11 mjeseci.
- 27. ožujka 2020. godine Sjeverna Makedonija ušla u sastav NATO saveza kao 30. članica saveza.

## Prirodne katastrofe
- 2004. godine cunami pogađa obale Indijskog oceana.
- Potres u Kašmiru i uragan Katrina odnose žrtve 2005. godine.
- Potres pogađa Haiti 2010. godine.
- Eksplozija podvodne naftne bušotine Deepwater Horizon uzrokuje veliki izljev nafte u Meksički zaljev 2010. godine.
- 2011. godine potres i cunami pogađa područje Japana u Sendaiju

## Osobe
- George W. Bush (43. predsjednik SAD-a od 2000. do 2008.)
- Osama bin Laden (organizator terorističkih napada 11. rujna 2001.)
- Sadam Husein (Irački diktator do 2003.)
- Barack Obama (44. predsjednik SAD-a od 2008. do 2016.)
- Vladimir Putin (predsjednik Rusije)
- Mahmud Ahmadinežad (predsjednik Irana)
- Donald Trump (45. predsjednik SAD-a od 2016. do 2020.)
- Xi Jinping (predsjednik Kine)
- Li Wenliang (prvi upozorio na opasnost od bolesti COVID-19)
- Joe Biden (46. predsjednik SAD-a od 2020. do danas)

## Izumi i otkrića
- 2000. objavljena je radna verzija ljudskog genoma, a 2003. konačna verzija. Time je okončan desetogodišnji projekt sekvenciranja ljudskog genoma (Human Genome Project).
- 2002. Grigorij Pereljman uspješno dokazuje Poincaréovu pretpostavku.
- 2004. - otkriven grafen.
- Pluton proglašen patuljastim planetom 2006. godine.
- 2007. Craig Venter objavljuje stvaranje prvog umjetnog kromosoma.
- Phoenix otkriva vodu na Marsu, 2008. godine.
- Veliki hadronski sudarivač počinje s radom 2010. godine.
- Otkriće Higgsovog bozona 2012. godine.